# تسعة طويلة في السودان
تسعة طويلة عصابات إجرامية في السودان
عصابات "تسعة طويلة" هي ظاهرة إجرامية سودانية، بدأت تظهر في العاصمة الخرطوم. هذه العصابات عرفت بارتكابها جرائم متعددة تشمل السرقات والنهب والاعتداءات، وتستخدم الدراجات النارية في تنفيذ عملياتها.
عصابات "تسعة طويلة" بدأت تظهر في السودان في السنوات الأخيرة، وخاصة في العاصمة الخرطوم. هذه العصابات بدأت في الظهور بشكل أكبر في الشارع السوداني في عام 2020، وبدأت عملياتها الإجرامية في الانتشار في العديد من المناطق.
عصابات "تسعة طويلة" ترتكب العديد من الجرائم، تشمل:
تقوم هذه العصابات بسرقة الممتلكات الشخصية للمواطنين، مثل الهواتف النقالة والمجوهرات والنقود.
تقوم هذه العصابات بنهب المحلات التجارية والمنازل وهواتف المواطنين ومجوهراتهم في شوارع 
```
تقوم هذه العصابات بارتكاب اعتداءات جسدية ضد المواطنين 
[
5
]
```

عصابات "تسعة طويلة" تسبب العديد من الأضرار السلبية للمواطنين والاقتصاد، تشمل:
تسبب هذه العصابات في انتشار الخوف والقلق بين المواطنين، مما يؤثر على حياتهم اليومية.
```
تسبب هذه العصابات في خسائر مالية كبيرة للمواطنين والشركات.
```

```
تؤثر هذه العصابات على الاقتصاد السوداني، مما يؤدي إلى تراجع الاستثمارات وتدهور الوضع الاقتصادي.
```

السلطات الأمنية في السودان تبذل جهوداً لمكافحة عصابات "تسعة طويلة" والقبض على أفراد هذه العصابات